# La Vengeance au triple galop
Pour plus de détails, voir Fiche technique et Distribution.
La Vengeance au triple galop est un téléfilm de comédie français réalisé par Alex Lutz et Arthur Sanigou, diffusé le 4 octobre 2021 sur Canal+. Le film parodie les soap operas des années 1980, très précisément de La Vengeance aux deux visages. C'était le dernier film avec Gaspard Ulliel à sortir de son vivant.

## Synopsis
Après la mort de son père, Stéphanie Harper, une riche héritière, se retrouve à la tête d'un empire dont elle n'avait jamais rêvé. Quelques années plus tard, elle épouse en grande pompe Craig Danners, trois semaines après leur "coup de foudre". Cet homme est une star grâce au sport dont il est une référence dans le monde entier. Cependant, il n'est pas le mari rêvé... Craig a une liaison avec Crystal, la meilleure amie de Stéphanie. Le couple d'amoureux a un plan machiavélique pour se débarrasser de Stéphanie et lui voler sa fortune.

## Fiche technique
- Titre : La Vengeance au triple galop
- Titre international : Saddle Up For Revenge[1]
- Réalisation : Alex Lutz & Arthur Sanigou
- Scénario : Alex Lutz, Arthur Sanigou, Lison Daniel, Thomas Poitevin et Audrey Lamy
- Musique : Vincent Blanchard
- Photographie : Michel Vannier
- Production : Jean-Marc Dumontet, Brigitte Ducottet, Emmanuel Georges
- Sociétés de production : Supermouche, JMD
- Sociétés de distribution : Canal+[3]
- Pays de production :  France
- Langue originale : français
- Format : couleur
- Genre : Comédie
- Durée :  95 minutes[4]
- Dates de sortie[5] : France : 17 septembre 2021 (Festival de la fiction TV de La Rochelle)[1] et 4 octobre 2021 (Canal+)[1]

## Distribution
- Audrey Lamy : Stéphanie Harper / Dolly Praners[6]
- Alex Lutz : Craig Danners[6]
- Guillaume Gallienne : Claude Marquinnier[6]
- Leïla Bekhti : Crystal Clear[6]
- Gaspard Ulliel : Danley Marchal-Widkins[6]
- Marion Cotillard : Kim Randall[7]
- Izïa Higelin : Debby Harper[6]
- François Civil : Rodney Stingwing[6]
- Karin Viard : Miranda Bloomberg[6]
- Bruno Sanches : Abigail Santa Cruz[6]
- Ingrid Chauvin : La Juge

## Production
Le film est une coproduction entre Supermouche et JMD, et est une parodie de la série télévisée australienne La Vengeance aux deux visages,. Le réalisateur Alex Lutz a déclaré qu'il avait l'habitude de regarder des soap operas avec sa grand-mère quand il était enfant et qu'il voulait rendre hommage à ces séries ainsi qu'à ses souvenirs d'enfance.
Le bande-annonce est sortie le 24 septembre 2021.

## Tournage
Le tournage se déroule dans les Hauts-de-France à Ermenonville. Il a été tourné en trois semaines entre avril et mai 2021,. Il a été tourné à Ermenonville, dans la propriété de l'entraîneur de chevaux Mario Luraschi, avec qui le réalisateur Alex Lutz monte souvent.

## Sortie
Le film a fait sa première mondiale au Festival de la fiction TV de La Rochelle le 17 septembre 2021. Il a été diffusé sur Canal+ le 4 octobre 2021.
Du 20 décembre au 23 décembre 2021, le film a été diffusé sous forme de mini-série en quatre épisodes sur Canal+. Il a également été mis à disposition en streaming sur la plateforme de streaming de Canal+, MyCanal.
Le 9 octobre 2021, Canal+ a été diffusé la série documentaire de 20 minutes "Les coulisses d'une création originale: La Vengeance au Triple Galop", avec des interviews des acteurs et de l'équipe technique du film,.

## Audience
Lors de sa première diffusion sur Canal+ en 4 octobre 2021, le téléfilm rassemble 423 000 téléspectateurs.

## Distinction
- Festival de la fiction TV de La Rochelle 2021 : prix de la meilleure comédie[14]